# Застава Мозамбика
На застави Републике Мозамбик (као и на грбу), налазе се укрштени Калашњиков (АК-47) и мотика.
Застава је усвојена 1. маја 1983. Слична је застави FRELIMO - мозамбичког фрнота за ослобођење која је коришћена у борби за независност од Португалије. 
Боје на застави носе симболичко значење:
- Зелена - богатство тла
- Црна - Афрички континент
- Жута – рудно богатство
- Бела - мир
- Црвена - борба за независност

Симболизам грба у црвеном троуглу је следећи: 
- Жута звезда представља социјалистичко опредељење земље.
- Књига представља образовање,
- Мотика - сељаке и пољопривреду,
- АК-47 одлучност земље да се бори за слободу.

Године 2005, расписан је конкурс за избор нове заставе и иако су тада одабрали једну она се још увек не користи.